# Автоматизация дактилоскопических учётов
Автоматизация дактилоскопических учётов — это создание автоматизированных дактилоскопических информационных систем (АДИС) с возможностью создавать и хранить в электронном виде большие массивы дактилоскопической информации, производить по ним поиск с использованием папиллярных узоров пальцев (или ладоней) рук.

## История дактилоскопического учёта

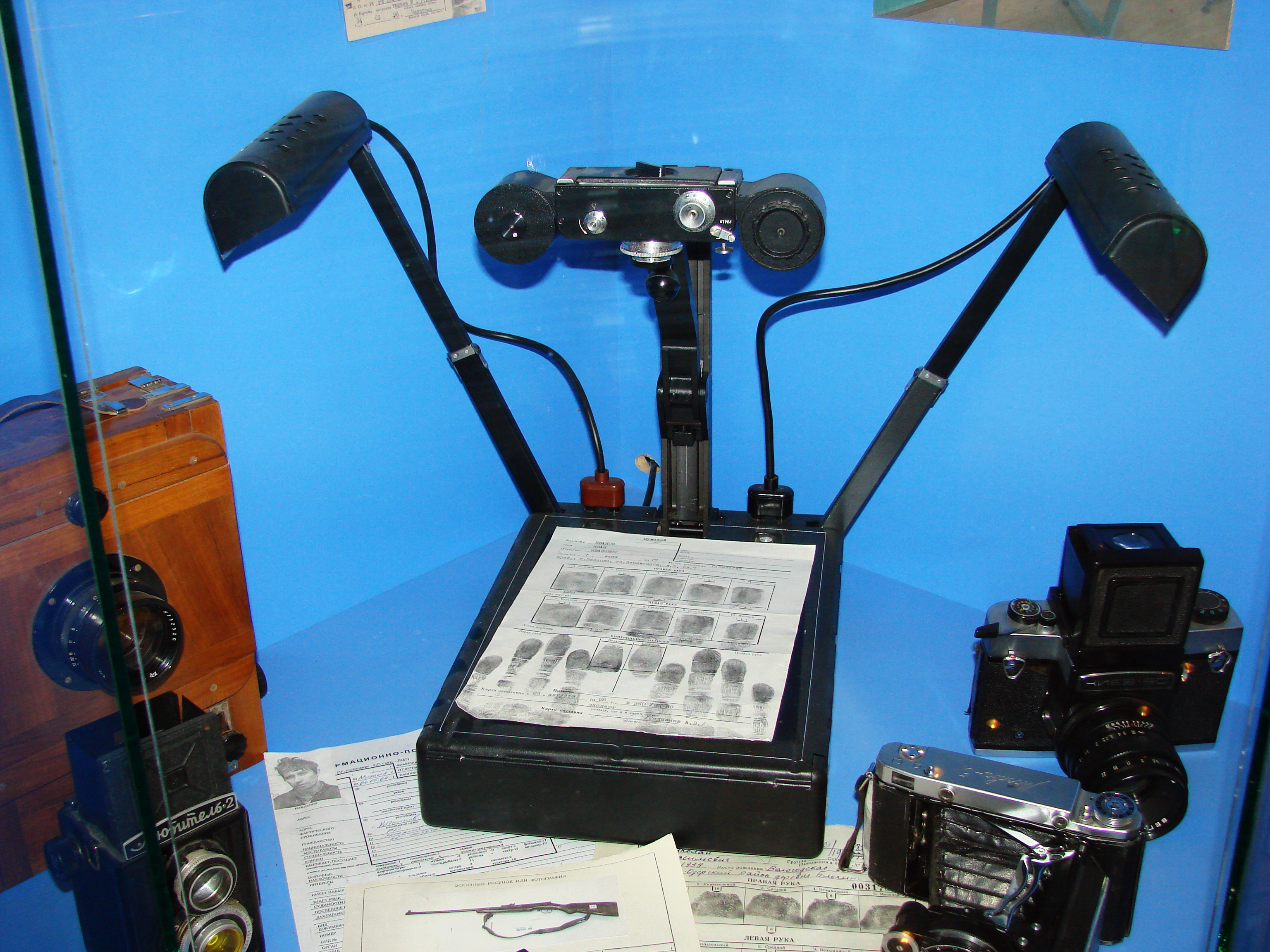
Оборудование для дактилоскопической регистрации времён СССР

Дактилоскопия, как одна из отраслей криминалистики, стала развиваться в конце XIX века, причём сразу и параллельно определились, решались и развивались два основных её направления:
- Дактилоскопическая идентификация — использование дактилоскопии для получения криминалистических улик и доказательств. Дактилоскопическая идентификация позволяет установить и доказать факт того, что след пальца или ладони руки оставлен именно конкретным лицом.
- Дактилоскопическая регистрация — система организации картотечного учёта дактилоскопических карт (дактилокарт), как правило содержащих отпечатки пальцев лиц, имеющих конфликты с законом. Она обеспечивала возможность установления личности человека, скрывающего свои паспортные данные или факт привлечения к уголовной ответственности, или неопознанного трупа.

Во второй половине XIX века и в начале XX века регистрационно-картотечным направлением прикладной науки дактилоскопии занималось много специалистов и самодеятельных исследователей. Чаще всего это были врачи, судебные медики, а также инициативные сотрудники полицейских служб и ведомств.

### Основоположники дактилоскопической регистрации
В основу практического применения дактилоскопической идентификации легли работы Вильяма Гершеля, служащего британской администрации в г. Хугли, Индия, и Генри Фулдса, шотландского врача в больнице Дзукийн, Япония. И Хершель, и Фулдс, ограничивались, по сути дела, первой задачей — идентификационной. Но именно их успехи в этом направлении и стали, в основном, причиной интереса к дактилоскопии их последователей в дальнейшем развитии этой науки.
Одним из первых, кто заложил основы в систему дактилоскопической регистрации, был Фрэнсис Гальтон. Он был человек богатый, материально независимый, но любознательный и увлекающийся. Будучи родственником Чарльза Дарвина, сначала заинтересовался антропометрическим методом Альфонса Бертильона. Гальтон, узнав о работах Гершеля, увлёкся дактилоскопией, увидев её преимущества перед антропометрией. Именно он выделил в папиллярных узорах пальцев рук типы, виды, разновидности.
Независимо от него пришёл к делению узоров на группы Хуан Вучетич, служащий полицейского управления Буэнос-Айрес, Аргентина, который узнал о дактилоскопии, прочитав случайно в газете сообщение о работе Гальтона.
Классификацией папиллярных узоров пальцев рук занимался также Эдвард Генри, генеральный инспектор полиции Бенгалии, который бывал в Лондоне и встречался с Гальтоном.
Именно Гальтон, Генри и Вучетич внесли наибольший вклад в создание системы дактилоскопической регистрации, организованной по картотечному принципу на основе деления папиллярных узоров на типы, виды и разновидности.

### Дактилоскопическая регистрация в России
К 30 декабря 1906 года во всех крупных российских тюрьмах были оборудованы дактилоскопические кабинеты. При министерстве внутренних дел в Санкт-Петербурге был создан центр дактилоскопической картотеки, а в октябре 1912 года столичный суд присяжных осудил первого убийцу, выявленного при помощи следов пальцев рук, которые он оставил на куске дерева.
По ряду причин (первая мировая война, революция, гражданская война, какие-то другие причины) развитие регистрационного направления использования дактилоскопии в России несколько отстало от ряда ведущих стран. Только в 1923 году была издана монография судебного медика П. С. Семеновского «Дактилоскопия как метод регистрации», в которой были изложены принципы системы дактилоскопической регистрации, основанной на системе Гальтона-Генри, несколько видоизменённой.

## Недостатки картотечной регистрации
Картотечная регистрация, применяющаяся с конца XIX века, относительно неплохо решает задачи установления личности человека или неопознанного трупа, если имеются отпечатки всех десяти пальцев рук. Дактилокарты в картотеке раскладываются по 1024 разделам в соответствии с основной дактилоскопической формулой, выводящейся на основе данных о всех десяти пальцах. Если отпечатков каких-либо пальцев нет, идентификация осуществляется с использованием вероятных формул. При отсутствии отпечатка одного пальца необходимо проверить два раздела картотеки, при отсутствии двух отпечатков — четыре раздела, трёх — восемь, четырёх — шестнадцать, и так далее в геометрической прогрессии.
Следы одиночных пальцев рук практически невозможно идентифицировать с использованием картотечной системы регистрации. Объём работы, необходимый для этого, можно представить, обратившись к истории расследования взрыва, произошедшего в Челябинске 24 декабря 1981 года в трамвае маршрута № 3. Раскрытие этого преступления стояло на контроле у Председателя КГБ СССР. Одним из вещественных доказательств по этому делу был единственный отпечаток пальца руки. Решение о проверке было принято спустя три с лишним года после совершения преступления, в связи с тем, что другие методы расследования не дали результатов.
На момент проверки (1985 год) картотека Информационного центра УВД Челябинской области составляла около 350000 дактилокарт, 3,5 миллиона отпечатков пальцев рук. Проверка заняла два месяца. Основная группа экспертов состояла из трёх человек (двое из них — прикомандированные в Челябинск сотрудники КГБ из Москвы), кроме того периодически привлекались несколько человек для усиления группы. Работа осуществлялась практически без выходных.
Десятипальцевая дактилоскопическая картотека практически не используется для проверки следов рук с мест преступлений (которые обычно являются одиночными). Имеются также сложности при установлении личности трупов, когда по каким-то причинам (например, вследствие гнилостных изменений) не удаётся получить отпечатки нескольких пальцев рук.

## Переход к автоматизированным системам (АДИС)

Просмотр рекомендательных списков

Описанные проблемы может решить только монодактилоскопическая картотека, в которой отпечаток каждого отдельного пальца является отдельным объектом картотеки. Создание такой картотеки возможно с использованием средств вычислительной техники и при условии, что папиллярный узор каждого пальца будет описан с очень высокой степенью информативности, поскольку нужный узор должен быть с высокой степенью надёжности найден в массивах в сотни миллионов объектов (современные объёмы баз данных). Система также должна по возможности обеспечивать поиск не только полного папиллярного узора, но и его фрагмента (при идентификации по следам рук, изъятым с мест преступлений, или трупов со значительными гнилостными изменениями).
Нужные параметры вычислительной техники (быстродействие и объём памяти) были достигнуты в 1970-80-х годах. В середине и конце 1980-х годов начали появляться первые автоматизированные дактилоскопические информационные системы: «Morpho» (Франция), «NEC» (Япония), «Printrak» (США). В России из этих систем использовалась только «Morpho» (УВД г. Сургут Ханты-Мансийского автономного округа, начало эксплуатации — 1994 год). Впоследствии она была заменена на отечественную АДИС.

## АДИС в России
В России (город Миасс Челябинской области) была разработана автоматизированная дактилоскопическая информационная система, основанная на разработанном в 1987 году экспертом-криминалистом ГУВД Челябинской области В. Л. Шмаковым методе математического описания папиллярных узоров.
Система получила название ПАПИЛОН. Датой начала работы по её созданию можно считать 20 июня 1989 года. С 1992 года она стала использоваться в ГУВД Челябинской области, после чего география её применения расширялась, вплоть до зарубежных установок (Албания, Казахстан, Монголия, Нигерия и др.).
В 2002 году было начато выполнение федеральной программы автоматизации дактилоскопических учётов. АДИС ПАПИЛОН используется во всех регионах России. Весь массив дактилокарт Главного информационно-аналитического центра МВД России (более 20-ти миллионов дактилокарт) переведён на автоматизированный режим работы. В настоящее время проверка одного следа по этому массиву занимает всего несколько десятков минут, что экономит тысячи человеко-часов рабочего времени. В 2007 году в базе данных системы «Папилон» содержалось около 32 миллионов дактилокарт.
25 июля 1998 года Президентом РФ был подписан Закон «О государственной дактилоскопической регистрации в Российской Федерации» N 128-ФЗ.
В соответствии с этим законом, дактилоскопической регистрации подлежат как лица, привлекавшиеся к уголовной ответственности, так и другие категории граждан, в том числе занимающиеся опасными для жизни видами деятельности (статья 9): военнослужащие, сотрудники правоохранительных органов, противопожарных и аварийно-спасательных служб, экипажи воздушных судов и т. д. Также возможно добровольное прохождение регистрации.
Дактилоскопическая информация, полученная в результате проведения государственной дактилоскопической регистрации, может быть использована для розыска пропавших без вести, установления личности живых лиц, не способных по состоянию здоровья или возрасту сообщить данные о себе, и трупов, подтверждения личности, предупреждения, раскрытия и расследования преступлений, а также предупреждения и выявления административных правонарушений.
Осуществление таких проектов полномасштабной дактилоскопической регистрации с перспективой возможного перехода на всеобщую дактилоскопическую регистрацию, с обеспечением быстрого (в несколько минут) поиска по десяткам и сотням миллионов подучётных единиц (дактилокарт с отпечатками пальцев рук), возможно лишь с использованием автоматизированных дактилоскопических систем.